# バーデン・エアパーク
バーデン・エアパーク（英: Baden Airpark）は、ドイツのバーデン＝ヴュルテンベルク州バーデン＝バーデンの約12km西側にあるカナダ空軍基地跡地の施設群の総称であり、滑走路などを転用したカールスルーエ・バーデン＝バーデン空港（独: Flughafen Karlsruhe/Baden-Baden）の他、臨空工業団地、スケートリンク、ゴルフ場、博物館などで構成されている。

## 概要
1951年、フランス空軍によってシュヴァルツヴァルトとライン川の間に位置するこの地域に空軍基地が建設されることとなるが、完成を待たずしてカナダ空軍による使用が決定した。冷戦が終わり、東西ドイツが統一されると、カナダ空軍がこの地域に駐留する必要性も薄れたことから、1993年末をもって空軍基地としての利用を終えることになった。
1995年には民間空港などへの転用が決定し新しい運営会社に運営が引き継がれることとなった。運営会社は現在シュトゥットガルト空港運営会社の傘下となっている。

## カールスルーエ・バーデン＝バーデン空港
バーデン・エアパークの中心となる空港。2011年の利用者数は約110万人で、ドイツでは18番目、バーデン＝ヴュルテンベルク州ではシュトゥットガルト空港に次いで2番目に多い利用者数を記録している。
2009年に計器着陸装置（ILS CAT IIIB）の設置を行い、視界不良時の着陸が可能となっている。

### 拠点空港としている航空会社
- ライアンエアー

### 発着する会社
- ライアンエアー
- ウィズエアー

この他にも、ルフトハンザドイツ航空がエアバスA380やボーイング747といった大型機の訓練飛行のために使用することがある。

## アクセス
バーデン＝バーデン駅、フライブルク、ハイデルベルク、ストラスブールなどからバスが運行されている。